# Ngôn ngữ đồ họa Hewlett-Packard
Ngôn ngữ đồ họa Hewlett-Packard, viết tắt tiếng Anh là HP-GL hay HPGL (Hewlett-Packard Graphics Language) là một ngôn ngữ điều khiển máy in do hãng Hewlett-Packard tạo ra. HP-GL là ngôn ngữ điều khiển máy in chính được sử dụng bởi máy vẽ HP. Sau này nó trở thành một tiêu chuẩn cho hầu hết tất cả các máy vẽ .
Các máy in của Hewlett-Packard thường hỗ trợ HP-GL/2 ngoài PCL .

## Thiết kế
Ngôn ngữ được tạo thành bằng tập hợp các mã điều khiển hai chữ cái, tiếp sau là các tham số tùy chọn. Ví dụ một vòng cung có thể được vẽ trên một trang bằng cách gửi dãy ký tự với mã điều khiển là AA có nghĩa là Arc Absolute:
AA100,100,50;
Các thông số đặt trung tâm của đường cung tại tọa độ tuyệt đối 100,100 trên trang vẽ, với góc khởi đầu là 50 độ, đo theo chiều ngược chiều kim đồng hồ. Tham số tùy chọn thứ tư (không được sử dụng ở ví dụ trên) xác định đường cung tiếp tục bao lâu, và mặc định là 5 độ.
| Lệnh                | Ý nghĩa                                      |
| Nhóm Vector         | Nhóm Vector                                  |
| ------------------- | -------------------------------------------- |
| PA x,y{,x,y{...}}   | Plot absolute [i]                            |
| PR x,y{,x,y{....}}  | Plot relative [i]                            |
| PD                  | Pen down                                     |
| PU                  | Pen up                                       |
| Nhóm Ký tự          |                                              |
| CA n                | Designate alternate character set n [i]      |
| CP spaces, lines    | Character plot [d]                           |
| CS m                | Designate standard set m [i]                 |
| DI run, rise        | Absolute direction [d]                       |
| DR run, rise        | Relative direction [d]                       |
| LB c,..., c         | Label ASCII string [c]                       |
| SA                  | Select alternate character set               |
| SI wide, high       | Absolute character size [d]                  |
| SL tan θ            | Absolute character slant (from vertical) [d] |
| SR wide, high       | Relative character size [d]                  |
| SS                  | Select standard character set                |
| UC x, y, pen{,...}  | User defined character [i]                   |
| Nhóm Line Type      |                                              |
| LT t{,l}            | Designate line type t and length l [d]       |
| SM c                | Symbol mode [c]                              |
| SP n                | Select pen [i]                               |
| VA                  | Adaptive velocity                            |
| VN                  | Normal velocity                              |
| VS v{,n}            | Select velocity v for pen n [i]              |
| Nhóm Digitize       |                                              |
| DC                  | Digitize clear                               |
| DP                  | Digitize point                               |
| OC                  | Output current position and pen status       |
| OD                  | Output digitized point and pen status        |
| Các trục            |                                              |
| TL tp{,tn}          | Tick length [d]                              |
| XT                  | X axis tick                                  |
| YT                  | Y axis tick                                  |
| Nhóm Set-Up         |                                              |
| IP p1x,p1y,p2x,p2y  | Input p1 and p2 [i]                          |
| IW xlo,ylo,xhi,yhi  | Input window [i]                             |
| OP                  | Output p1 and p2 [i]                         |
| Trạng thái cấu hình |                                              |
| AP                  | Automatic pen pickup [i]                     |
| DF                  | Set default values                           |
| IM e{,s{,p}}        | Input e, s and p masks [i]                   |
| IN                  | Initialize                                   |
| OE                  | Output error [i]                             |
| OS                  | Output status [i]                            |

Quy cách các dữ liệu:
- [i]: số integer trong dải -32767 và 32768. Không có chấm thập phân.
- [d]: số thập phân trong dải +/- 127.9999. Chấm thập phân tùy chọn.
- [c]: ký tự ASCII

Ví dụ sau đây là một tập tin HP-GL
| Lệnh                       | Ý nghĩa                                                                    |
| -------------------------- | -------------------------------------------------------------------------- |
| IN;                        | Khởi động, kích hoạt job vẽ                                                |
| IP;                        | Đặt các điểm tỷ lệ (P1 và P2) về mặc định                                  |
| SP1;                       | chọn bút 1                                                                 |
| PU0,0;                     | nâng bút (Pen Up) và dịch đến điểm bắt đầu cho thao tác kế tiếp            |
| PD100,0,100,100,0,100,0,0; | hạ bút (Pen Down) và dịch đến các điểm chỉ định. Lênh này kẻ hộp chữ nhật. |
| PU50,50;                   | nâng bút và chuyển đến 50,50                                               |
| CI25;                      | vẽ đường tròn R= 25                                                        |
| SS;                        | chọn tập ký tự chuẩn "standard character set"                              |
| DT*,1;                     | đặt "text delimiter" là dấu sao (*), và không in chúng (1 là "true")       |
| PU20,80;                   | nâng bút và chuyển đến 20,80                                               |
| LBHello World*;            | vẽ label                                                                   |
| LTlinetype,length          | thiết đặt kiểu đường và kiểu lặp (line type)                               |
| CSxx                       | chọn tập ký tự theo mã xx, ví dụ mã 33 là German                           |
| DIx,y                      | thiết đặt hướng vẽ chữ là catheti của x,y                                  |
| SIww,hh                    | thiết đặt độ rộng và cao ký tự                                             |